# Elise Aulinger
Elise Aulinger (Múnich, 11 de diciembre de 1881 – Múnich, 12 de febrero de 1965) fue una actriz alemana.

## Filmografía
- The Favourite of the Queen (1922)
- Martin Luther (1923)
- What the Stones Tell (1925)
- The Seventh Son (1926)
- Behind Monastery Walls (1928)
- The Love Express (1931)
- S.A. Mann Brand (1933)
- Marriage Strike (1935)
- El emperador de California ( Der Kaiser von Kalifornien, 1936)
- The Three Around Christine (1936)
- Travelling People (1938)
- Three Wonderful Days (1939)
- The Right to Love (1939)
- The Eternal Spring (1940)
- Krambambuli (1940)
- The Fire Devil (1940)
- La prueba del tiempo (Wunschkonzert, 1940)
- The Sinful Village (1940)
- Anuschka (1942)
- The Little Residence (1942)
- A Salzburg Comedy (1943)
- Gaspary's Sons (1948)
- I'll Never Forget That Night (1949)
- Madonna in Chains (1949)
- The Violin Maker of Mittenwald (1950)
- Hanna Amon (1951)
- Border Post 58 (1951)
- One Night's Intoxication (1951)
- The Cloister of Martins (1951)
- The Last Shot (1951)
- The Crucifix Carver of Ammergau (1952)
- The Blue and White Lion (1952)
- The Imaginary Invalid (1952)
- Marriage Strike (1953)
- The Immortal Vagabond (1953)
- Fear (La Paura) (1954)
- The Sinful Village (1954)
- The Golden Plague (1954)
- One Woman Is Not Enough? (1955)
- The Priest from Kirchfeld (1955)
- Son Without a Home (1955)
- The Double Husband (1955)